# Copa del Rey 1982/83
Die Copa del Rey 1982/83 war die 79. Austragung des spanischen Fußballpokals.
Der Wettbewerb startete am 8. September 1982 und endete mit dem Finale am 4. Juni 1983 im La Romareda in Saragossa. Titelverteidiger des Pokalwettbewerbes war Real Madrid. Den Titel gewann der FC Barcelona durch einen 2:1-Erfolg im Finale gegen Real Madrid. Damit qualifizierten sich die Katalanen für den Europapokal der Pokalsieger 1983/84.

## Erste Runde
Die Hinspiele wurden am 8., 15., 16. und 22. September, die Rückspiele am 15., 22., 28. und 29. September 1982 ausgetragen.
|                          | Gesamt        |                          | Hinspiel | Rückspiel |
| ------------------------ | ------------- | ------------------------ | -------- | --------- |
| UD Toresana              | 1:8           | FC Palencia              | 0:1      | 1:7       |
| CD Ourense               | 0:3           | Celta Vigo               | 0:2      | 0:1       |
| Santoña CF               | 2:4           | Racing Santander         | 2:2      | 0:2       |
| CD Tudelano              | 0:4           | CA Osasuna               | 0:0      | 0:4       |
| Real Saragossa           | 7:0           | CA Osasuna Promesas      | 4:0      | 3:0       |
| FC Andorra               | 1:3           | RCD Español              | 1:1      | 0:2       |
| CP Cacereño              | 3:5           | Atlético Madrid          | 1:1      | 2:4       |
| Real Valladolid Promesas | 1:6           | UD Salamanca             | 1:1      | 0:5       |
| CA Bembibre              | 2:9           | Real Valladolid          | 1:3      | 1:6       |
| CD Antequerano           | 1:4           | CD Málaga                | 0:0      | 1:4       |
| UD Telde                 | 1:12          | UD Las Palmas            | 1:3      | 0:9       |
| Deportivo La Coruña      | 7:1           | CD Lugo                  | 3:0      | 4:1       |
| Club Europa              | 3:4           | Real Oviedo              | 2:2      | 1:2       |
| Deportivo Alavés         | 3:4           | Sestao SC                | 1:1      | 2:3       |
| CD Castellón             | 1:2           | Levante UD               | 1:0      | 0:2       |
| CE Júpiter               | 1:4           | CE Sabadell              | 1:0      | 0:4       |
| FC Barcelona Atlètic     | 6:2           | CF Igualada              | 5:0      | 1:2       |
| Rayo Vallecano           | 4:1           | CD Getafe                | 2:1      | 2:0       |
| Hércules Alicante        | 2:1           | Orihuela Deportivo CF    | 2:0      | 0:1       |
| Albacete Balompié        | 2:3           | Real Murcia              | 2:0      | 0:3       |
| FC Elche                 | 7:2           | Alicante CF              | 6:1      | 1:1       |
| Cartagena FC             | 4:3           | Torrevieja CF            | 4:0      | 0:3       |
| RC Portuense             | 0:4           | Recreativo Huelva        | 0:1      | 0:3       |
| FC Algeciras             | 1:0           | FC Córdoba               | 1:0      | 0:0       |
| Coria CF                 | 2:4           | Deportivo Xerez          | 1:1      | 1:3       |
| FC Cádiz                 | 5:3           | Sevilla Atlético         | 2:0      | 3:3       |
| Linares CF               | 5:2           | CA Benamiel              | 4:1      | 1:1       |
| UD Porreras              | 0:4           | RCD Mallorca             | 0:2      | 0:2       |
| SD Eibar                 | 3:1           | FC Barakaldo             | 2:0      | 1:1       |
| SD Erandio Club          | 2:1           | CD Baskonia              | 1:0      | 1:1       |
| Bilbao Athletic          | 5:2           | Real Unión               | 4:1      | 1:1       |
| CD Binéfar               | 1:3           | Endesa Andorra           | 0:1      | 1:2       |
| CD Logroñés              | 3:2           | CD Corellano             | 2:2      | 1:0       |
| CD Alcoyano              | 5:4           | Catarroja CF             | 3:3      | 2:1       |
| RSD Alcalá               | 5:2           | CD Talavera              | 4:1      | 1:1       |
| Calvo Sotelo CF          | 2:3           | SDG Arandina             | 1:0      | 1:3       |
| Lorca Deportiva          | 3:4           | CD Torre Pacheco         | 2:1      | 1:3       |
| Zamora CF                | 0:2           | FC Burgos                | 0:2      | 0:0       |
| Jerez Industrial         | 3:2           | AD Ceuta                 | 0:0      | 3:2       |
| CD Fuengirola            | 1:6           | FC Granada               | 1:3      | 0:3       |
| UD Poblense              | 3:0           | CD Manacor               | 2:0      | 1:0       |
| UE Figueres              | 3:1           | CE l’Hospitalet          | 2:1      | 1:0       |
| Club Turista             | 1:4           | FC Pontevedra            | 1:1      | 0:3       |
| UP Langreo               | 3:1           | Club Siero               | 2:1      | 1:0       |
| CD Aurrerá de Vitoria    | 2:0           | SD Amorebieta            | 1:0      | 1:0       |
| CD Cayón                 | 2:4           | SD Deusto                | 2:2      | 0:2       |
| CD Numancia              | 2:8           | CD Aragón                | 1:3      | 1:5       |
| Ontinyent CF             | 2:3           | CF Gandía                | 2:1      | 0:2       |
| CD Pegaso                | 6:2           | CD Díter Zafra           | 4:0      | 2:2       |
| Mérida Industrial CF     | 3:2           | CD Valdepeñas            | 3:1      | 0:1       |
| CD Eldense               | 2:1           | CD Cieza                 | 2:0      | 0:1       |
| CD Toreno                | 1:3           | SD Ponferradina          | 1:0      | 0:3       |
| CA Malagueño             | 3:5           | CD Alhaurino             | 3:2      | 0:3       |
| CD San Andrés            | 6:6 5:4 i. E. | UD Realejos              | 2:0      | 4:6       |
| SD Tenisca               | 3:4           | UD Güímar                | 2:0      | 1:4       |
| UD Orotava               | 1:2           | CD Martos                | 0:1      | 1:1       |
| CD Mestalla              | 3:1           | CE Constància            | 2:0      | 1:1       |
| CD Atlético Ciudadela    | 4:2           | Sporting Mahonés         | 3:0      | 1:2       |
| Gran Peña Celtista       | 5:4           | Arousa SC                | 3:1      | 2:3       |
| Real Titánico            | 1:7           | Sporting Gijón           | 1:3      | 0:4       |
| FC Badalona              | 3:3 4:3 i. E. | FC Barcelona Aficionados | 1:1      | 2:2       |
| Castilla CF              | 4:1           | CD Leganés               | 3:1      | 1:0       |
| AD Parla                 | 1:2           | Atlético Madrileño       | 1:0      | 0:2       |

- Freilose: CD Manchego und Juventud de Torremolinos.

## Zweite Runde
Die Hinspiele wurden am 12., 19., 20., 26. und 27. Oktober, die Rückspiele am 20., 26. und 27. Oktober sowie am 2., 3. und 4. November 1982 ausgetragen.
|                          | Gesamt        |                      | Hinspiel | Rückspiel |
| ------------------------ | ------------- | -------------------- | -------- | --------- |
| SD Deusto                | 1:2           | SD Eibar             | 1:1      | 0:1       |
| UP Langreo               | 3:4           | Sporting Gijón       | 3:2      | 0:2       |
| Celta Vigo               | 2:1           | FC Pontevedra        | 1:1      | 1:0       |
| Sestao SC                | 0:1           | Athletic Bilbao      | 0:1      | 0:0       |
| Mérida Industrial CF     | 0:3           | Atlético Madrid      | 0:2      | 0:1       |
| UD Salamanca             | 2:1           | FC Burgos            | 3:0      | 0:2       |
| CD Alhaurino             | 0:5           | CD Málaga            | 0:1      | 0:4       |
| CD San Andrés            | 1:10          | UD Las Palmas        | 0:3      | 1:7       |
| Deportivo La Coruña      | 7:0           | Gran Peña Celtista   | 6:0      | 1:0       |
| Real Oviedo              | 4:2           | Bilbao Athletic      | 2:1      | 2:1       |
| CE Sabadell              | 2:3           | UE Figueres          | 2:0      | 0:3       |
| FC Badalona              | 0:4           | FC Barcelona Atlètic | 0:2      | 0:2       |
| CD Manchego              | 2:1           | Castilla CF          | 2:0      | 0:1       |
| Rayo Vallecano           | 4:2           | CD Pegaso            | 3:0      | 2:1       |
| RSD Alcalá               | 3:2           | Atlético Madrileño   | 3:1      | 0:1       |
| Gimnástica Arandina      | 1:4           | FC Palencia          | 0:2      | 1:2       |
| Jerez Industrial         | 0:1           | FC Cádiz             | 0:1      | 0:0       |
| FC Algeciras             | 2:3           | Recreativo Huelva    | 2:1      | 0:2       |
| FC Granada               | 2:3           | Linares CF           | 2:1      | 0:2       |
| Juventud de Torremolinos | 0:4           | Deportivo Xerez      | 0:1      | 0:3       |
| UD Poblense              | 1:5           | RCD Mallorca         | 0:0      | 1:5       |
| Endesa Andorra           | 2:5           | CD Aragón            | 2:2      | 0:3       |
| Hércules Alicante        | 6:1           | CD Mestalla          | 1:0      | 5:1       |
| Real Murcia              | 3:1           | CD Torre Pacheco     | 2:0      | 1:1       |
| CF Gandía                | 1:3           | FC Elche             | 1:1      | 0:2       |
| CD Eldense               | 1:0           | Cartagena FC         | 1:0      | 0:0       |
| SD Erandio Club          | 1:0           | Racing Santander     | 1:0      | 0:0       |
| Levante UD               | 0:1           | CD Alcoyano          | 0:0      | 0:1       |
| CD Atlético Ciudadela    | 0:13          | RCD Español          | 0:7      | 0:6       |
| CD Aurrerá de Vitoria    | 2:6           | CA Osasuna           | 2:3      | 0:3       |
| CD Logroñés              | 2:2 3:1 i. E. | Real Saragossa       | 1:2      | 1:0       |
| CD Martos                | 0:5           | Betis Sevilla        | 0:1      | 0:4       |
| SD Ponferradina          | 1:2           | Real Valladolid      | 1:0      | 0:2       |

- UD Güímar erhielt ein Freilos.

## Dritte Runde
Die Hinspiele wurden am 24. November und 1. Dezember, die Rückspiele am 8. Dezember 1982 ausgetragen.
|                   | Gesamt        |                      | Hinspiel | Rückspiel |
| ----------------- | ------------- | -------------------- | -------- | --------- |
| RSD Alcalá        | 3:4           | Betis Sevilla        | 1:0      | 2:4       |
| Atlético Madrid   | 2:4           | RCD Mallorca         | 1:2      | 1:2       |
| SD Eibar          | 2:6           | FC Elche             | 2:0      | 0:6       |
| SD Erandio Club   | 2:4           | Rayo Vallecano       | 2:1      | 0:3       |
| RCD Español       | 4:0           | CD Aragón            | 3:0      | 1:0       |
| UE Figueres       | 3:4           | Real Valladolid      | 1:1      | 2:3       |
| UD Güímar         | 0:9           | Celta Vigo           | 0:3      | 0:6       |
| Deportivo Xerez   | 3:7           | CD Málaga            | 3:2      | 0:5       |
| Hércules Alicante | 3:2           | CD Eldense           | 1:0      | 2:2       |
| Linares CF        | 0:7           | Athletic Bilbao      | 0:1      | 0:6       |
| CD Logroñés       | 1:2           | CA Osasuna           | 1:1      | 0:1       |
| Real Murcia       | 0:3           | Sporting Gijón       | 0:0      | 0:3       |
| Real Oviedo       | 2:2 3:4 i. E. | CD Alcoyano          | 2:1      | 0:1       |
| UD Las Palmas     | 0:1           | FC Cádiz             | 0:0      | 0:1       |
| FC Palencia       | 2:6           | Deportivo La Coruña  | 2:3      | 0:3       |
| Recreativo Huelva | 4:3           | CD Manchego          | 2:2      | 2:1       |
| UD Salamanca      | 2:2 4:2 i. E. | FC Barcelona Atlètic | 1:1      | 1:1       |

1. ↑  Das Hinspiel wurde beim Stand von 1:1 in der Halbzeit wegen einer Attacke auf den Schiedsrichter abgebrochen und das Halbzeitergebnis als Endergebnis gewertet.

## Vierte Runde
Die Hinspiele wurden am 22. Dezember 1982, die Rückspiele am 12. Januar 1983 ausgetragen.
|                   | Gesamt |                     | Hinspiel | Rückspiel |
| ----------------- | ------ | ------------------- | -------- | --------- |
| CD Alcoyano       | 3:4    | Deportivo La Coruña | 3:1      | 0:3       |
| Betis Sevilla     | 3:2    | CD Málaga           | 2:2      | 1:0       |
| Celta Vigo        | 4:3    | Recreativo Huelva   | 2:2      | 2:1       |
| Hércules Alicante | 1:3    | Sporting Gijón      | 0:2      | 1:1       |
| RCD Mallorca      | 2:3    | FC Sevilla          | 1:0      | 1:3       |
| Real Valladolid   | 2:1    | FC Elche            | 1:0      | 1:1       |

- Freilose: Rayo Vallecano, Athletic Bilbao, CA Osasuna, FC Cádiz, RCD Español und UD Salamanca.

## Achtelfinale
Die Hinspiele wurden am 2. Februar, die Rückspiele am 22. und 23. Februar 1983 ausgetragen.
|                     | Gesamt        |                 | Hinspiel | Rückspiel |
| ------------------- | ------------- | --------------- | -------- | --------- |
| FC Cádiz            | 1:4           | Real Madrid     | 0:0      | 1:4       |
| Celta Vigo          | 0:2           | FC Barcelona    | 0:0      | 0:2       |
| Deportivo La Coruña | 1:3           | Athletic Bilbao | 0:0      | 1:3       |
| CA Osasuna          | 2:4           | Sporting Gijón  | 0:0      | 2:4       |
| Real Sociedad       | 2:2 4:3 i. E. | UD Salamanca    | 2:0      | 0:2       |
| FC Sevilla          | 4:0           | Betis Sevilla   | 2:0      | 2:0       |
| Real Valladolid     | 3:1           | Rayo Vallecano  | 2:0      | 1:1       |
| FC Valencia         | 3:4           | RCD Español     | 1:2      | 2:2       |

## Viertelfinale
Die Hinspiele wurden am 30. März, die Rückspiele am 13. April 1983 ausgetragen.
|                 | Gesamt |                | Hinspiel | Rückspiel |
| --------------- | ------ | -------------- | -------- | --------- |
| Athletic Bilbao | 1:3    | FC Barcelona   | 1:0      | 0:3       |
| RCD Español     | 1:5    | Sporting Gijón | 1:0      | 0:5       |
| Real Madrid     | 4:2    | FC Sevilla     | 2:1      | 2:1       |
| Real Valladolid | 1:3    | Real Sociedad  | 1:0      | 0:3       |

## Halbfinale
Die Hinspiele wurden am 5. Mai, die Rückspiele am 21. Mai 1983 ausgetragen.
|              | Gesamt |                | Hinspiel | Rückspiel |
| ------------ | ------ | -------------- | -------- | --------- |
| FC Barcelona | 4:1    | Real Sociedad  | 2:0      | 2:1       |
| Real Madrid  | 6:4    | Sporting Gijón | 6:0      | 0:4       |

## Finale
| FC Barcelona                             | FC Barcelona | Real Madrid | Real Madrid |
| ---------------------------------------- | --- | --- | ----------- |
| FC Barcelona                             | \| 4. Juni 1983 in Saragossa (La Romareda) \| \| Ergebnis: 2:1 (1:0) \| \| Zuschauer: 30.000 \| \| Schiedsrichter: José Luis García Carrión \|                                                                                              | \| 4. Juni 1983 in Saragossa (La Romareda) \| \| Ergebnis: 2:1 (1:0) \| \| Zuschauer: 30.000 \| \| Schiedsrichter: José Luis García Carrión \|                                                                         | Real Madrid |
| FC Barcelona                             | Urruti – Tente Sánchez , Migueli, Gerardo Miranda, Julio Alberto Moreno – Víctor Muñoz, Bernd Schuster, Esteban Vigo (81. Enrique Morán) – Marcos Alonso, Diego Maradona, Francisco Carrasco Cheftrainer: César Luis Menotti ( Argentinien) | Miguel Ángel – Isidoro San José, John Metgod, Paco Bonet, José Antonio Camacho – Ángel, Uli Stielike, Ricardo Gallego, Salguero – Juanito (75. Isidro Díaz), Santillana Cheftrainer: Alfredo Di Stéfano ( Argentinien) | Real Madrid |
| FC Barcelona                             | 1:0 Víctor Muñoz (32.) 2:1 Marcos Alonso (90.) | 1:1 Santillana (50.) | Real Madrid |
| FC Barcelona                             | Migueli (5.), Esteban Vigo (58.) | José Antonio Redondo (34.) | Real Madrid |
| 4. Juni 1983 in Saragossa (La Romareda)  | | |             |
| Ergebnis: 2:1 (1:0)                      | | |             |
| Zuschauer: 30.000                        | | |             |
| Schiedsrichter: José Luis García Carrión | | |             |